# St-Antoine (Saint-Marc-la-Lande)

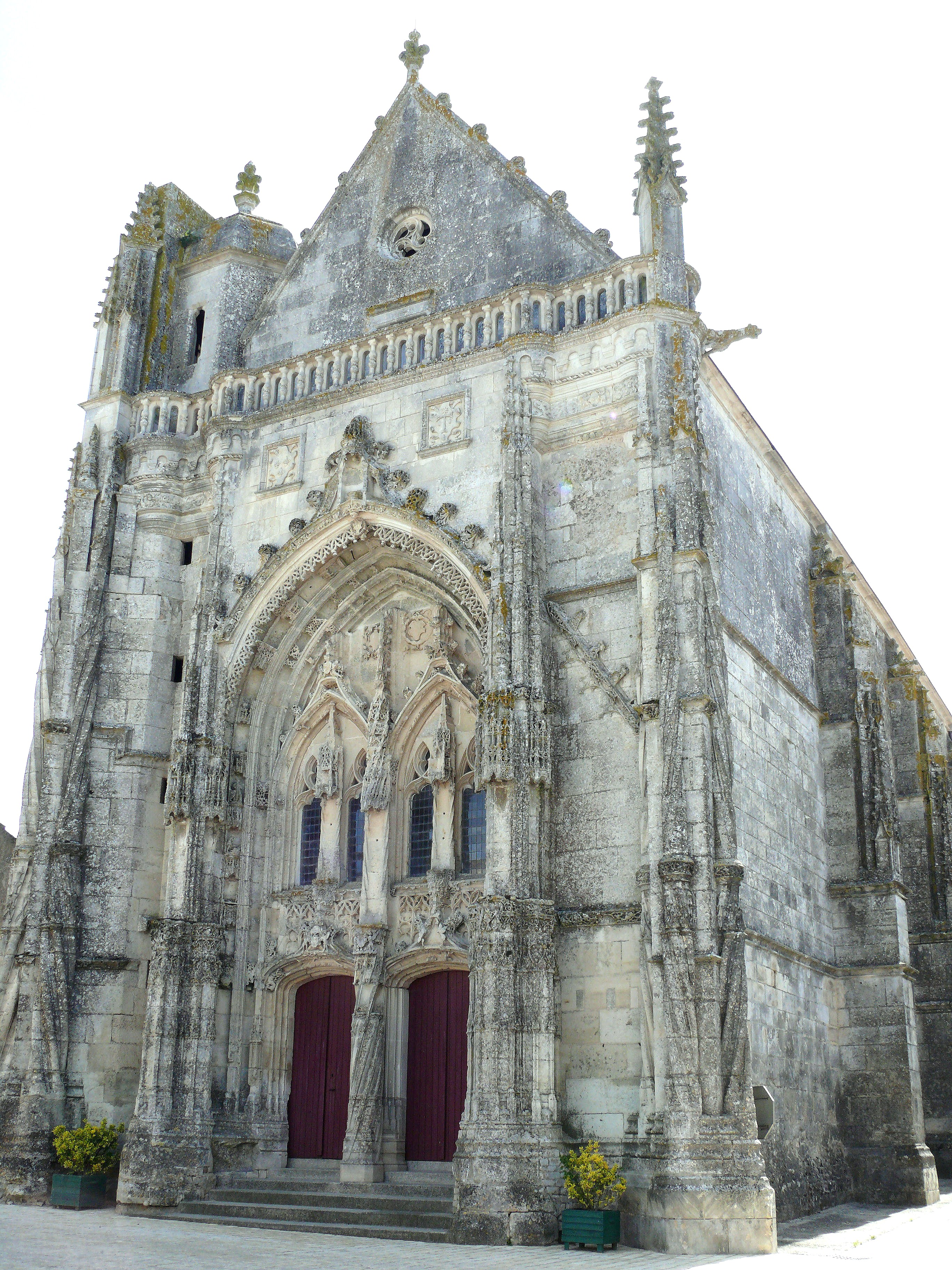
St-Antoine, Westfassade

Die römisch-katholische Pfarrkirche St-Antoine (französisch: Collégiale Saint-Antoine) befindet sich in Saint-Marc-la-Lande im französischen Département Deux-Sèvres in der Region Nouvelle-Aquitaine. Die ehemalige Kollegiatkirche war ursprünglich Klosterkirche der Antoniter-Chorherren und wurde 1889 als Monument historique klassifiziert.

## Geschichte
Nachdem ihnen in Saint-Marc-la-Lande eine Kapelle und Besitzungen geschenkt worden waren, ließen sich die Antoniter im Jahr 1260 dort nieder und errichteten einen Konvent mit Hospital. Die im Stil der Flamboyantgotik errichtete Kirche steht unter dem Patrozinium des heiligen Antonius des Großen, dem Schutzpatron der Antoniter; auch das Patrozinium des heiligen Markus wird genannt. Den spätgotischen Bau veranlasste 1542 der Erzbischof von Embrun François de Tournon, damals Kardinal und Generalabt des Antoninerordens. Der einschiffige Bau beeindruckt durch die herausragend gestaltete Westfassade und die Südseite.
Während der Religionskriege wurden die Kirche und der Konvent teilweise zerstört und aufgegeben. Erst 1654 wurde mit der Wiederherstellung begonnen. 1777 ging die Anlage in den Besitz des Malteserordens über. Nach der Französischen Revolution wurde die Kirche Pfarrkirche und seit 1844 nach Restaurierungen wieder für den Gottesdienst genutzt.